# ウスグロハコヨコクビガメ
ウスグロハコヨコクビガメ（薄黒箱横首亀、Pelusios subniger）は、ヨコクビガメ科ハコヨコクビガメ属に分類されるカメ。ハコヨコクビガメ属の模式種。

## 分布
- P. s. parietails　セーシェルウスグロハコヨコクビガメ

セーシェル（セーシェル諸島）固有亜種
- P. s. subniger　アフリカウスグロハコヨコクビガメ

コンゴ民主共和国南東部、ザンビア、ジンバブエ、タンザニア南部、ボツワナ北東部、マダガスカル東部、マラウイ、南アフリカ共和国北東部、モザンビーク

## 形態
最大甲長20cm。オスよりはメスの方が大型になる。背甲はやや盛り上がり、上から見ると中央よりやや後方で最も幅が広くなる卵型。種小名subnigerは「黒い」の意があるnigerに「下位の」を意がある接頭辞subを組み合わせたもので、「薄黒い、やや黒い」の意。しかし背甲の色彩は灰色、緑褐色、褐色、黒と変異が大きく種小名のような薄い黒だけではない。背甲に斑紋はない。椎甲板は幅の方が広く、第1、5椎甲板に比べ第2-4椎甲板の方が小型。後部縁甲板は滑らか。腹甲は大型。蝶番より前の腹甲（前葉）は丸みを帯び、左右の腹甲板の継ぎ目の長さ（間腹甲板長）の2倍未満。腹甲板と股甲板の継ぎ目（シーム）で腹甲が大きく括れる。左右の肛甲板の間に深い切れこみが入る。腹甲の色彩は黄色や黄褐色。腹甲や背甲の腹甲の継ぎ目（橋）に暗色の斑紋が入る個体もいるが、斑紋が無かったり逆に大部分が斑紋で覆われほぼ黒い個体もおり変異が大きい。
頭部は大型で厚みがある。吻端は突出せず、上顎の先端は凹まない。下顎にはやや大きい2本の髭状突起がある。
幼体は第2-4椎甲板にあまり発達していない筋状の盛り上がり（キール）があるが、通常は成長に伴いキールは消失する。オスでは第8縁甲板で最も幅が広くなる個体が多いのに対し、メスは第7縁甲板で最も幅が広くなる個体が多い。またオスは尾が太長く尾をまっすぐに伸ばした状態では総排泄孔が背甲の外側に位置するのに対し、メスは尾が細いうえに短く尾をまっすぐに伸ばしても総排泄孔が背甲よりも内側にある。
- P. s. parietails　セーシェルウスグロハコヨコクビガメ

背甲の色彩は暗褐色で、各甲板黒く縁取られることもある。左右の喉甲板間にある甲板（間喉甲板）は大型。頭頂部を覆う鱗（頭頂板）は細かく分かれる。種小名parietailsは「頭頂板」の意。
- P. s. parietails　セーシェルウスグロハコヨコクビガメ

背甲の色彩変異は大きい。間喉甲板は中型。頭頂板は大型。

## 亜種
- Pelusios subniger parietails　Bour, 1983　セーシェルウスグロハコヨコクビガメ　Seychelles black turtle
- Pelusios subniger subniger　(Lacépède, 1788)　アフリカウスグロハコヨコクビガメ

## 生態
流れの緩やかな河川や湖、池沼、湿地、水田等に生息する。主にサバンナの乾季でも水の枯れない水場に生息するが、少なくとも南アフリカ共和国の個体群は乾季に水が枯れる水場にも生息し、乾季に泥の中に潜り休眠する。またマダガスカルでは熱帯雨林内の水場に生息する。本種の生態に関しては生息地の異なる別種（クリイロハコヨコクビガメやクロハコヨコクビガメ）と混同されているため不明な点が多い。
食性は動物食傾向の強い雑食で、昆虫類、甲殻類、ミミズ、魚類、両生類、動物の死骸等を食べる。
繁殖形態は卵生。南アフリカ共和国では2-3月に1回に8-12個の卵を産む。卵は5月に孵化する。

## 人間との関係
生息地では食用とされる。亜種セーシェルウスグロハコヨコクビガメは開発による生息地の減少により生息数が激減し、現在は飼育下での繁殖プログラムが進められている。
ペットとして飼育されることがあり、日本にも輸入されている。過去に本種の名前で流通していたのは別種クリイロハコヨコクビガメの背甲がやや黒い個体が多かった。図鑑でも本種の名前でクリイロハコヨコクビガメが掲載されていたことが多く、ハコヨコクビガメの中でも知名度は高い。しかし前述の理由により本種そのものの流通は以前に比べて増えてはいるものの、極めて稀。日本でも本種の確実な輸入例は2003-2004年が初めてだとされる。亜種セーシェルハコヨコクビガメの流通はほぼないと思われる。